# Narenj Bandben
Narenj Bandben (em persa: نارنج بندبن, também romanizada como Nārenj Bandben) é uma aldeia do distrito rural de Kelarabad, no condado de Abbasabad, da província de Mazandaran, Irã.
No censo de 2006, sua população era de 180 habitantes, em 49 famílias.